# Concepció Piniella i Blanqué

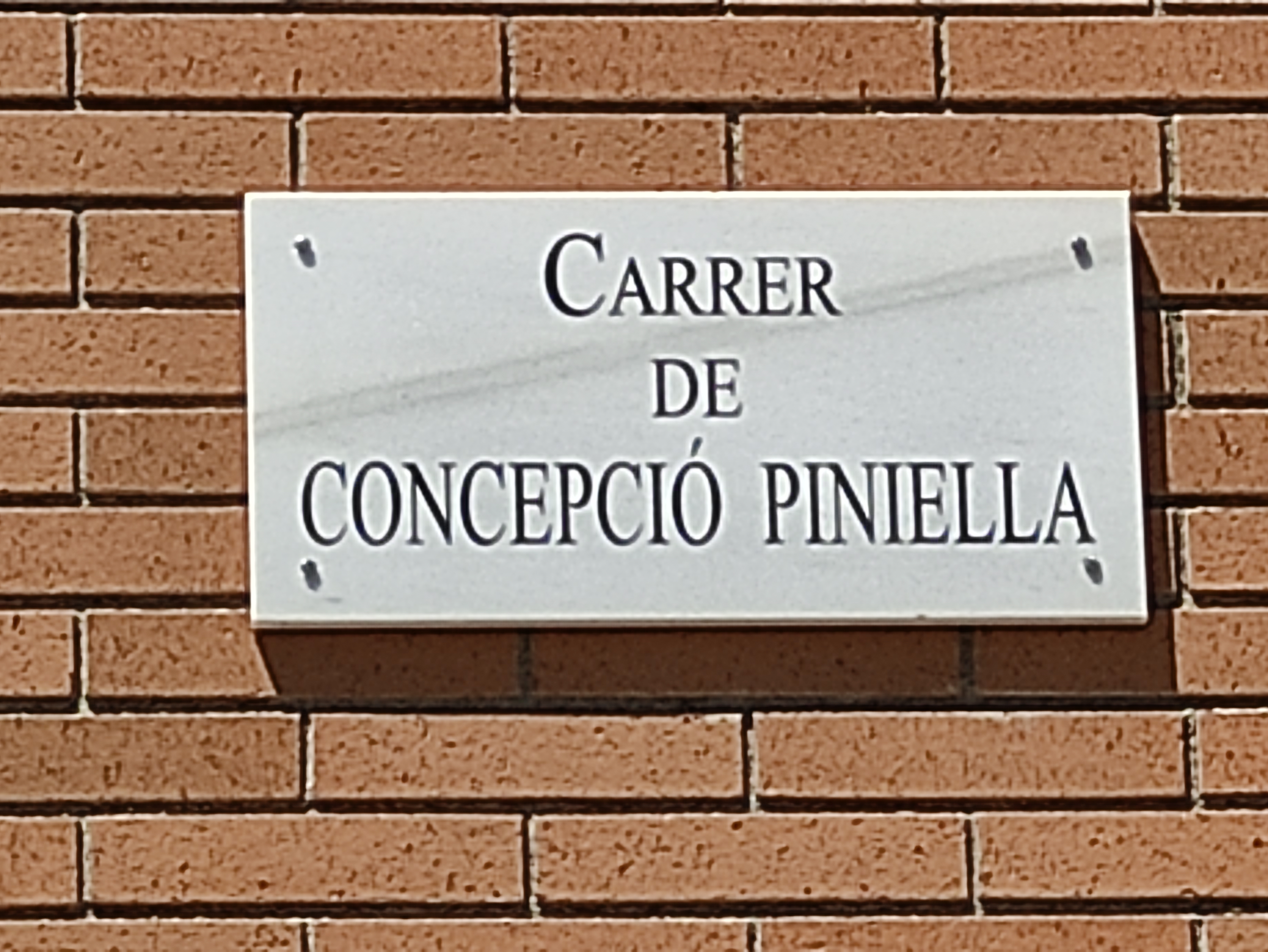

Concepció Piniella i Blanqué (Prats de Lluçanès, 1877 - Santander, 1953) fou una dona catalana, professora de cant i solfeig a L'Orfeó Manresà des dels seus inicis, impulsora de les sardanes i pintora. Fou mare de l'escriptor i polític Joaquim Amat-Piniella.
Nascuda en el si d'una família de tradició lliberal, els seus pares es van establir a Manresa a finals del segle xix. Es va casar amb Joaquim Amat i Palà, confiter de professió i propietari de les desaparegudes pastisseries La Confiança –que després esdevingueren La Pastisseria Ribera– del carrer de Sant Miquel. Van tenir dos fills, el Joaquim i l'Anna que van rebre l'educació primària a casa. Concepció Piniella posseïa una gran formació intel·lectual i artística, havia estudiat música, tocava el piano i era una notable dibuixant i pintora que exposava els seus quadres i participava activament en esdeveniments culturals i socials.
A començaments del segle xx, s'inicià a Manresa un període de gran expansió cultural, fruit de les idees de la Renaixença Catalana. S'incrementaren les publicacions de llibres, diaris i revistes, i es revifaren les inquietuds artístiques. Un grup de melòmans, encapçalats per Estanislau Casas Sanmartí, tenint com a model L'Orfeó Català, van aglutinar persones de diferents entitats i estrats socials amb la ferma voluntat de difondre i consolidar la llengua catalana mitjançant la música. El 6 d'octubre de 1901 el Consistori autoritzà la creació de l'Orfeó Manresà, a finals d'octubre quedaren aprovats els estatuts i s'establí el primer local social al primer pis del nº 56 del carrer d'Urgell. Ben aviat es va veure la necessitat de dotar els components de les diferents seccions d'homes, senyoretes i nois d'un bon nivell musical. Concepció Piniella fou nomenada per unanimitat professora de solfeig, teoria i cant de la secció femenina. L'any 1903 el cor constava de 27 senyoretes, 26 homes, i 17 nois, i 80 socis protectors. Els concerts de l'Orfeó Manresà foren un distintiu de la ciutat i es succeïren amb gran èxit. Més endavant, Concepció Piniella també va obrir una acadèmia de música per a senyoretes al carrer de Carrió, on impulsava la pràctica sardanista, ensenyava els passos, la tècnica i l'estètica de la dansa, acompanyant ella mateixa la part musical al piano.
Després de la mort d'Estanislau Casas, l'any 1908 el mestre Joaquim Pecanins i Fàbregas, també de Prats de Lluçanès i guanyador de les oposicions a director del Conservatori de música de Manresa, fou nomenat director de l'Orfeó Manresà, donant un gran impuls i modernitat als ensenyaments musicals i a les actuacions de l'Orfeò.
Segons la revista mensual Cròniques de l'Orfeó Manresà, el novembre de 1910 va presidir l'entitat l'alcalde Maurici Fius i Palà, el 1911 el president fou el folklorista Blai Padró i Obiols, Joaquim Amat i Palà constava com a representant de la junta del Teatre Conservatori i Concepció Piniella com a professora de la secció de senyoretes i en aquesta mateixa revista se la cita encara com a professora durant el curs acadèmic 1916-17.
Després de la Guerra Civil espanyola, el seu fill Joaquim Amat Piniella, compromès políticament amb la República i exiliat a França, fou empresonat pels nazis i deportat al camp de Mauthausen-Gusen i a altres camps menors, d'on fou alliberat el maig de 1945.
Concepció Piniella i Blanqué es traslladà a Santander on vivia la seva filla Anna i morí el 1953. La ciutat de Manresa en reconeixement del seu talent artístic i servei a la ciutat, li va dedicar un carrer al barri de la Font dels Capellans.